# U-Bahnhof Zličín

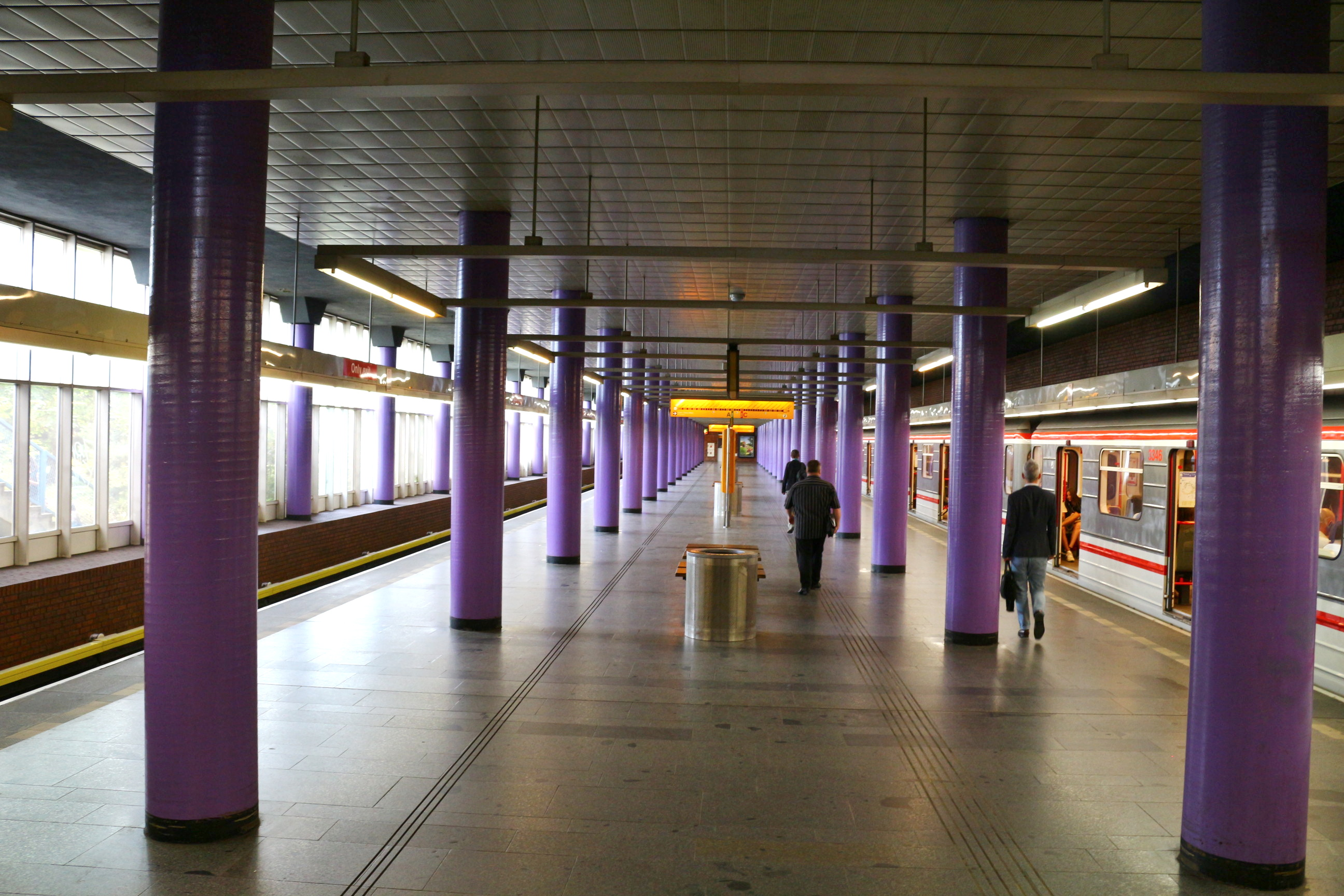
Bahnsteig der Endstation Zličín

Der U-Bahnhof Zličín ist die westliche Endstation der Prager Metrolinie B im gleichnamigen Stadtteil. Hinter der Station befindet sich ein Depot der Metro Prag.
Der Betrieb wurde am 11. November 1994 aufgenommen. Der Bahnsteig ist 100 Meter lang und liegt in einer Tiefe von nur drei Metern. Eine Seite der Bahnhofshalle ist verglast und lässt Tageslicht einfallen. Ein Aufzug ermöglicht den barrierefreien Zugang zum Bahnsteig.
Es gibt Umsteigemöglichkeiten zu städtischen Buslinien (unter anderem zum Václav-Havel-Flughafen) und zu Fernbussen. In unmittelbarer Nähe befinden sich eine Park-and-Ride-Anlage und das Einkaufszentrum Zličín.